# Turingen, Södermanland
Turingen är en sjö i Nykvarns kommun i Södermanland och ingår i Norrströms huvudavrinningsområde. Sjön har en area på 1,25 kvadratkilometer och ligger 6,2 meter över havet. Sjön avvattnas av vattendraget Turingeån.

## Delavrinningsområde
Turingen ingår i det delavrinningsområde (656707-159228) som SMHI kallar för Utloppet av Turingen. Medelhöjden är 35 meter över havet och ytan är 21,88 kvadratkilometer. Räknas de 2 avrinningsområdena uppströms in blir den ackumulerade arean 104,83 kvadratkilometer. Turingeån som avvattnar avrinningsområdet har biflödesordning 3, vilket innebär att vattnet flödar genom totalt 3 vattendrag innan det når havet efter 70 kilometer. Avrinningsområdet består mestadels av skog (64 procent), öppen mark (11 procent) och jordbruk (18 procent). Avrinningsområdet har 1,25 kvadratkilometer vattenytor vilket ger det en sjöprocent på 5,7 procent.